# Jardines de Sarah P. Duke
El Jardines de Sarah P. Duke, en inglés: Sarah P. Duke Gardens, es un arboreto y jardín botánico de 55 acres (223,000 m²) de extensión que se encuentra en  Durham, Carolina del Norte.  
Este jardín botánico está administrado por la Universidad de Duke y forman parte de su campus.
Su código de reconocimiento internacional como institución botánica (en el Botanical Gardens Conservation International - BGCI), así como las siglas de su herbario es DUKE.

## Localización
La línea 36 de latitud va directamente a través de los jardines de Duke, hay una placa designando un punto a través del cual pasa el meridiano.
Duke Biology Plant Teaching and Research Facility Duke University, 420 Anderson Street
P.O. Box 90341 Durham, Durham county-Wake county, North Carolina NC 27708-0341 Estados Unidos. 
Planos y vistas satelitales.6°0′6.49″N 78°56′0.54″O / 6.0018028, -78.9334833
Está abierto a diario desde el alba al ocaso. La entrada es gratuita.
- Promedio anual de lluvias : 1250 mm
- Altitud: 323.00 m s. n. m.

## Historia
En la década de 1920, los planificadores de la Universidad de Duke pretende convertir la zona en la que se encuentran los actuales jardines de Sarah P. Duke Gardens en un lago. Los fondos para este proyecto duraron poco y la idea fue abandonada posteriormente.  
Los jardines entonces comenzaron oficialmente en 1934, cuando el Dr. Frederick Moir Hanes, un miembro de la facultad de Medicina de la Universidad de Duke, persuadió a Sarah P. Duke a donar $ 20.000 para financiar la plantación de flores en el escombros de relleno del barranco.
Para 1935, había más de 100 lechos de cultivo de flores que consisten en 40.000 iris, 25.000 narcisos, 10.000 pequeños bulbos y anuales variadas que realzaban los céspedes. Desafortunadamente, las abundantes lluvias de aquel verano y el flujo de la corriente de la inundación destrozaron los jardines originales completamente. 
Por el tiempo en el que Sarah P. duke murió en 1936, los jardines quedaron totalmente destrozados. El Dr. Hanes fue capaz de convencer a la hija de hija Sarah P.Duke, Mary Duke Biddle, para financiar un nuevo jardín en un terreno más elevado en memoria de su madre. 
Elizabeth Biddle Shipman, una pionera en el diseño del paisaje americano, fue elegida para crear el nuevo jardín en 1937, conocido como las terrazas, al estilo italiano. Estos están considerados por muchos como su mejor obra.
En 1968, fue abierto al público el Jardín HL Blomquist de Plantas Nativas. Llamado así por el primer presidente del Departamento de Botánica de la Universidad de Duke.
El Arboreto asiático se inició en 1984. El Arboreto asiático en el otoño de 1998 pasó a llamarse oficialmente "The Culberson Asiatic Arboretum" por el Consejo de Asesores de los jardines y la Junta de Síndicos de la Universidad de Duke en honor del Dr. William Louis Culberson, quién se desempeñó la función de Director de "Duke Gardens" durante 20 años.

## Colecciones
Este jardín botánico alberga 9000 accesiones de plantas y 7000 taxones en cultivo.
Los jardines consisten en áreas paisajistas y boscosas en la Universidad de Duke. Hay 5 millas (8 km) de paseos, senderos, y caminos a lo largo de los jardines.  
Los jardines están divididos en 4 áreas, 
- Historical Garden Core, (Jardines del corazón histórico) y las terrazas, los jardines históricos de las terrazas fueron diseñados por la arquitecta paisajista Elizabeth Biddle Shipman en 1937 y siguen siendo el núcleo emblemático de los Duke Gardens. Albergan 70 variedades y cultivares de Azalea, 9 de bojes, 175 de  Camellia, 6 de Cornus, 17 de Crinum, 150 de Hemerocallis (incluyendo la ganadora de la medalla de plata de la "Stout", 10 de Helleborus, 22 de Hosta, 23 de iris, 60 de peonias, 25 de rosas silvestres, y 20 de   Viburnum.
- Blomquist Garden of Native Plants (Jardín de plantas nativas "H.L Blomquist"), que contiene más de 900 especies que crecen en las regiones de Virginia a Florida y el oeste de Texas de plantas raras y en peligro. Con helechos nativos, Trillium, azaleas nativas, Rhododendron, Quercus, Crataegus, Magnolias.
- William Louis Culberson Asiatic Arboretum, cuenta con una colección de plantas de origen asiático, cultivadas para reflejar las similitudes entre los climas del sudeste de Asia y el sudeste de Estados Unidos. Al arboreto se accede por una puerta de estilo japonés, y contiene un gran estanque con aves acuáticas de Asia. En otras partes del Arboreto se encuentra un puente de arco de estilo japonés, un puente zigzag y varias piezas majestuosas del ornamento del jardín oriental. Entre las plantas cultivadas hay 89 variedades y cultivares de Camellia, 46 de peonias, 49 de iris asiáticos, 68 especies de arces, 45 de Hemerocallis, 34 de Viburnum, Hostas, Epimedium, y numerosas plantas silvestres recolectdas en sus medios naturales de China, Japón, y  Corea.
- Doris Duke Center Gardens, (Centro de jardines de Doris Duke) (incluyendo los "Page-Rollins White Garden") albergan 5 variedades de Cornus, 45 especies de plantas Tropicales y lirios de agua resistentes al clima de la región, 100 especies de plantas de la colección didáctica, Invernadero tropical con 100 especies, y 90 variedades de plantas variegadas en blanco.

## Imágenes del jardín

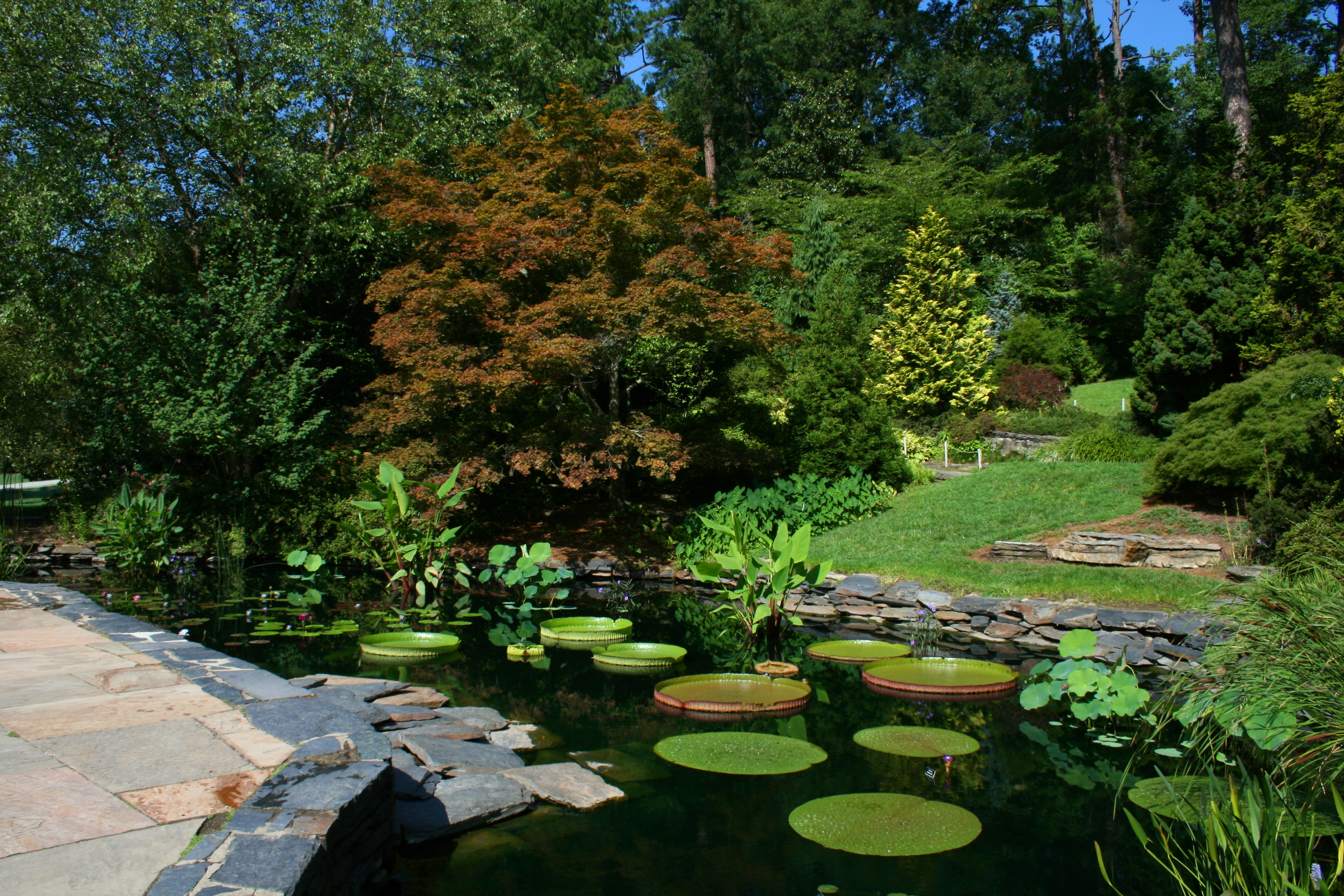
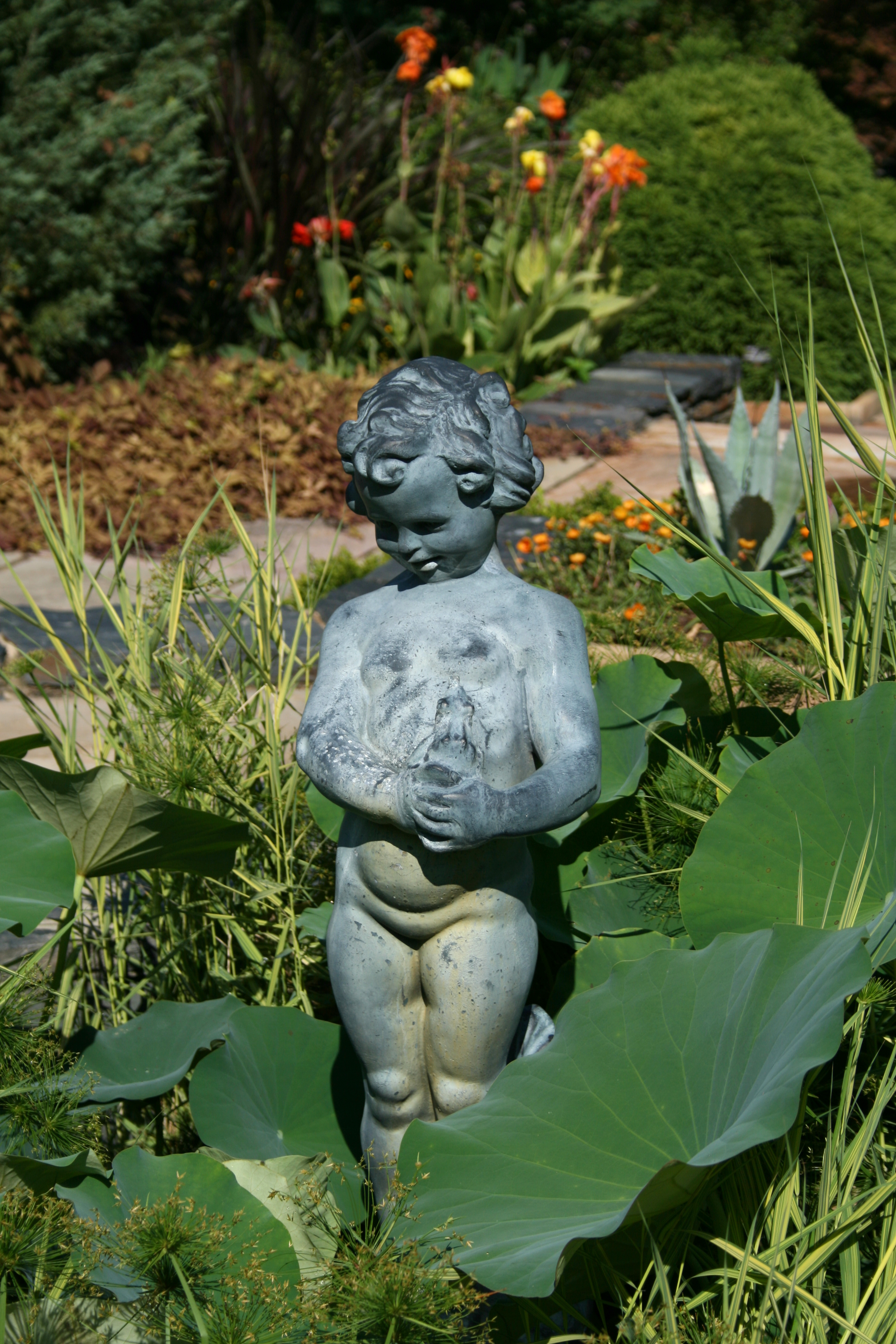
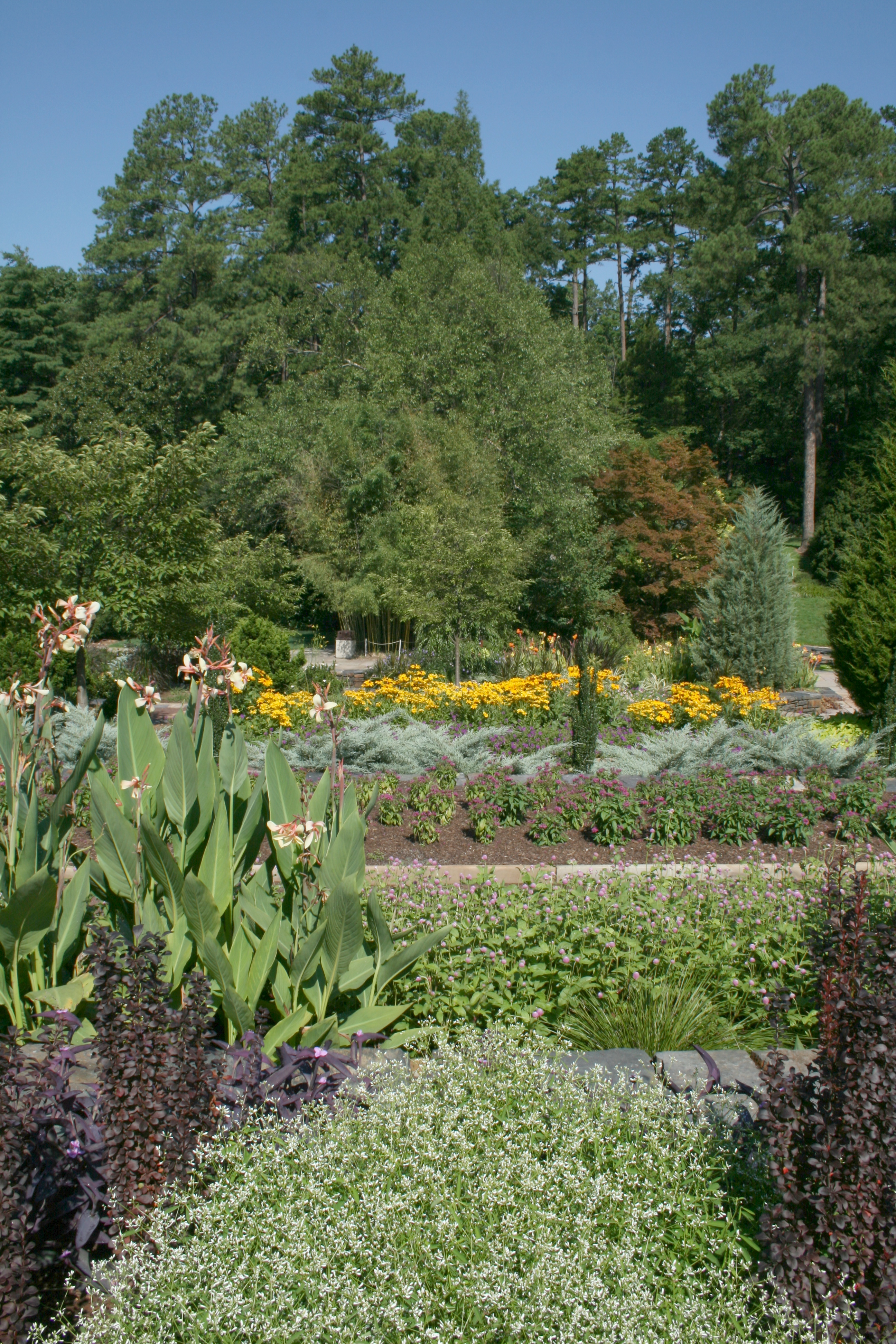
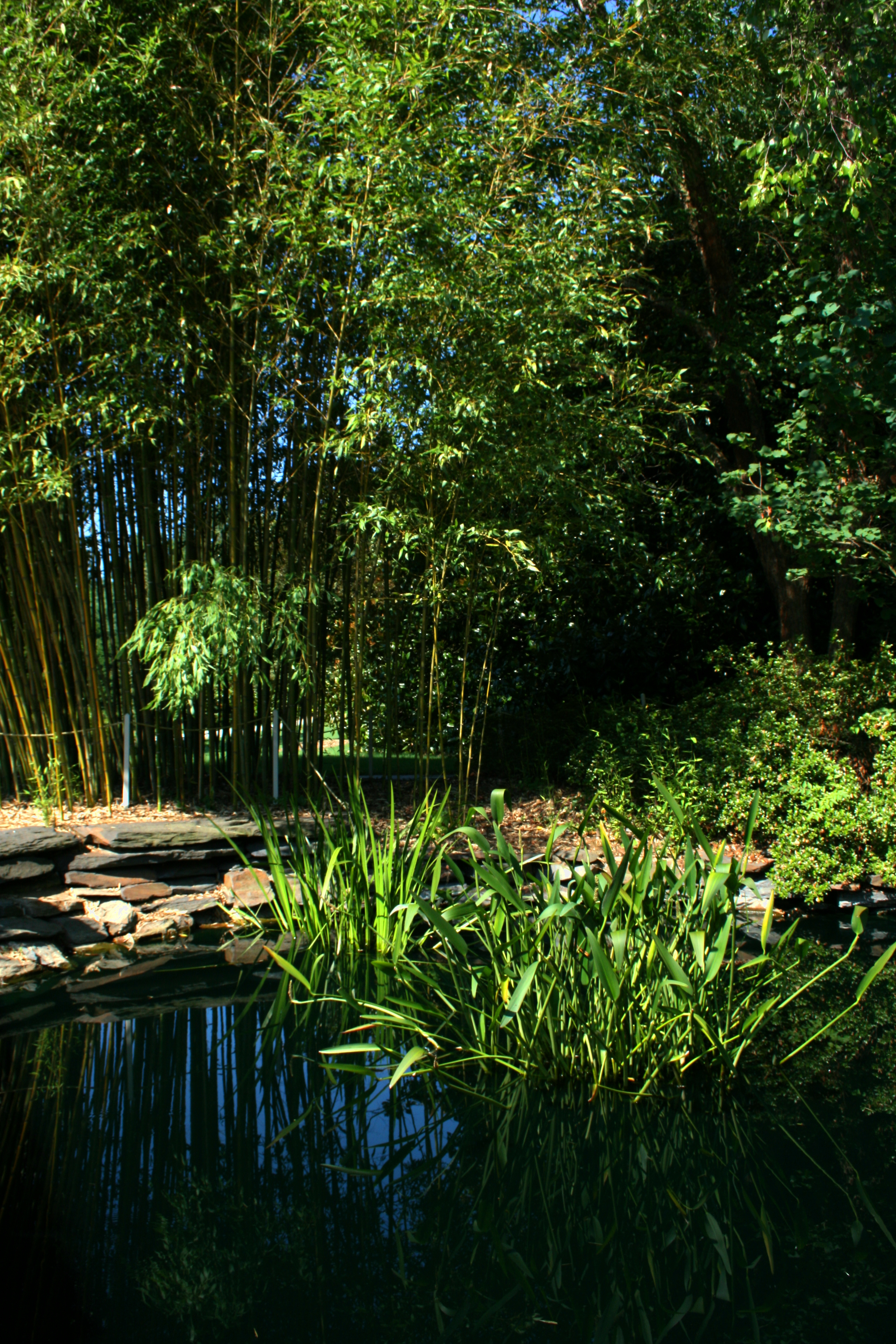
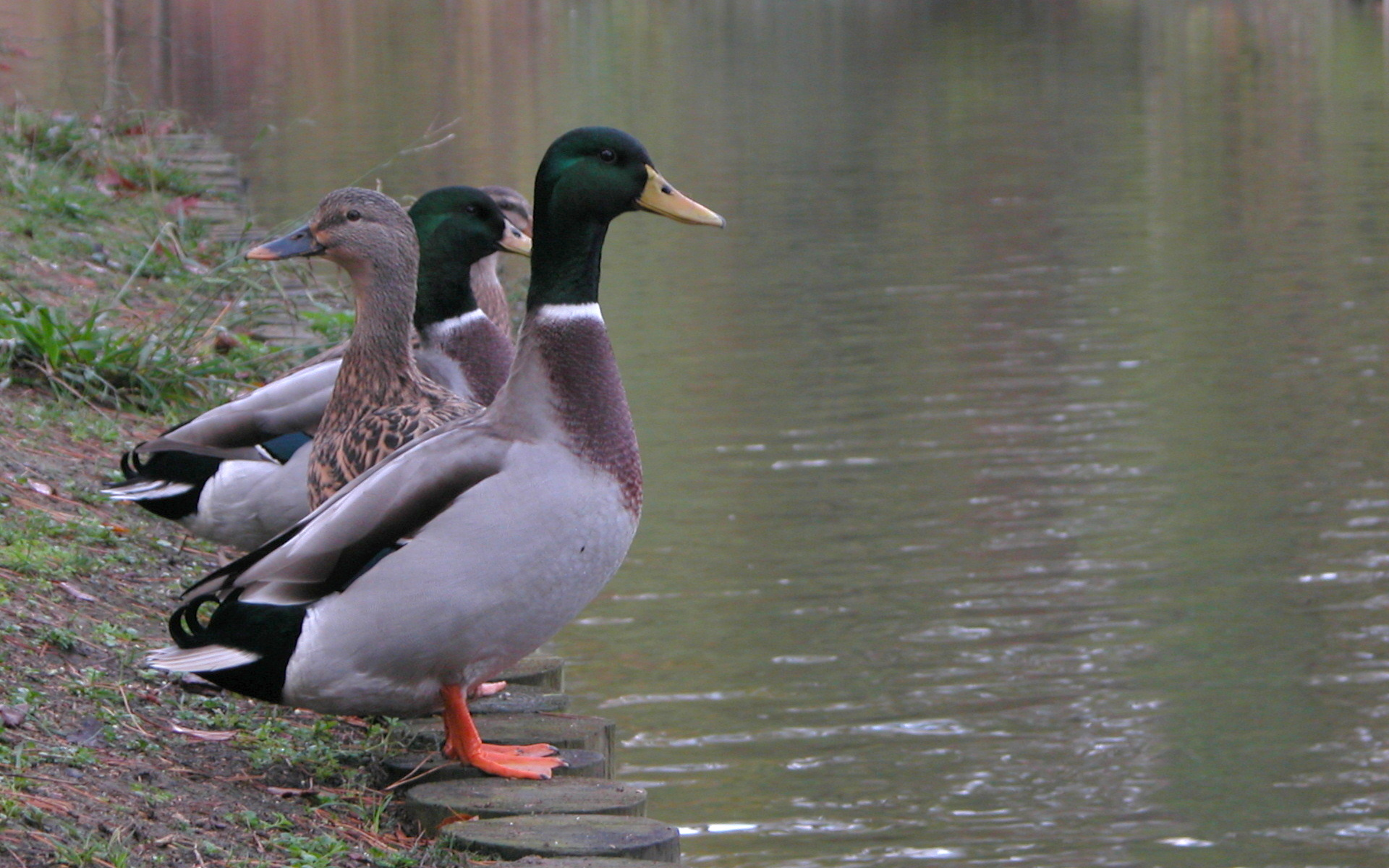
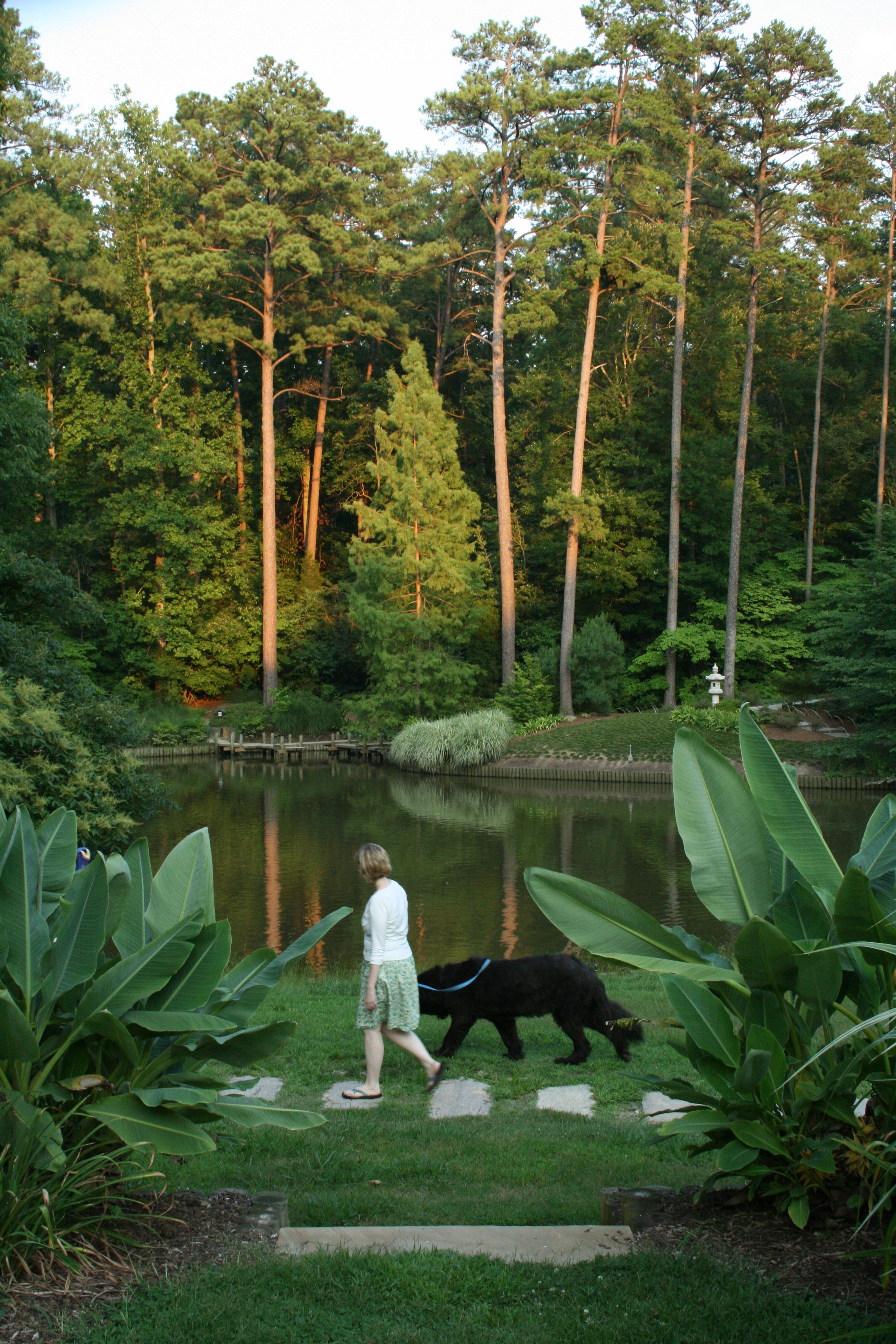
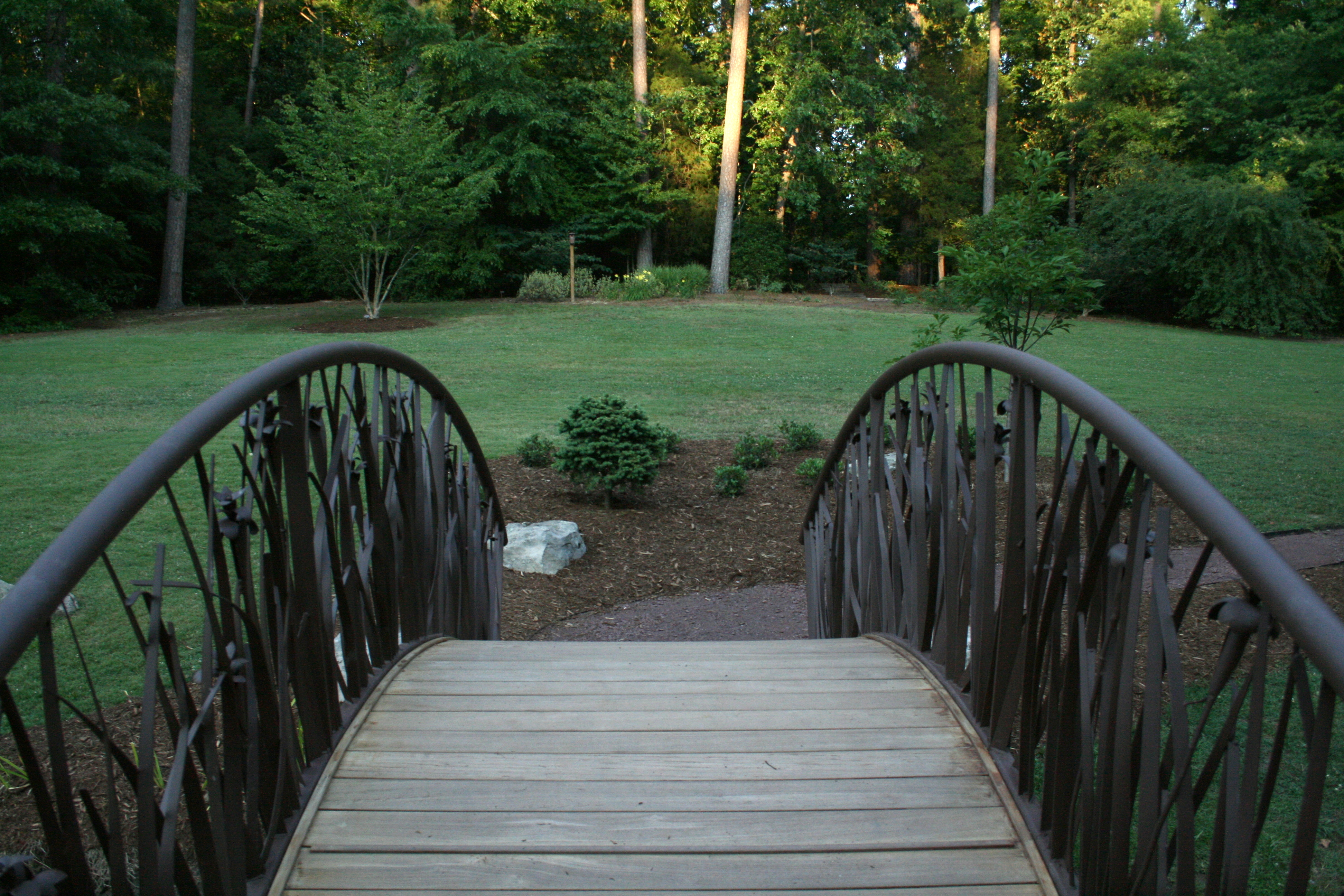
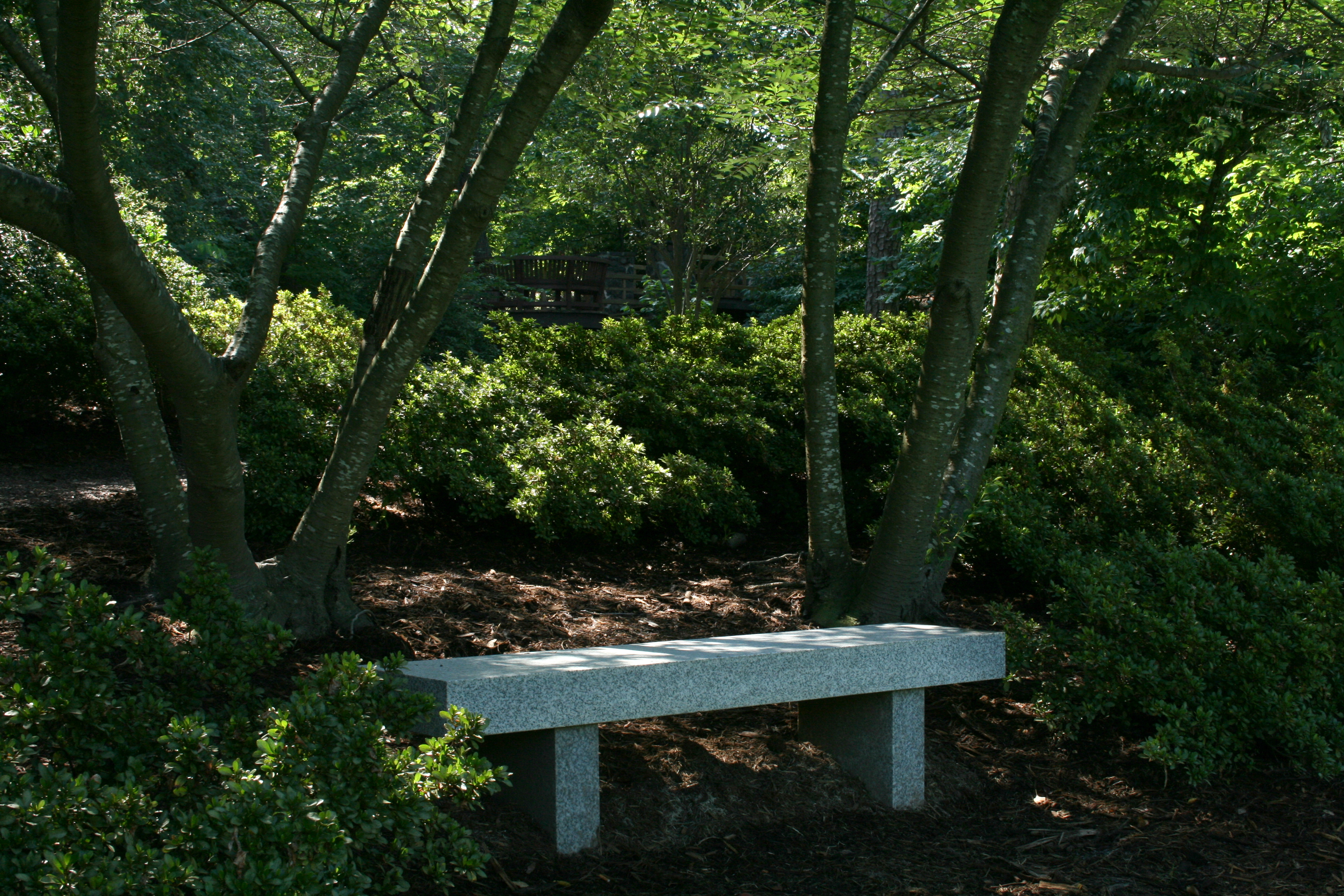